# La Florida, Aramberri
La Florida är en ort i Mexiko.   Den ligger i kommunen Aramberri och delstaten Nuevo León, i den centrala delen av landet, 500 km norr om huvudstaden Mexico City. La Florida ligger 1 082 meter över havet och antalet invånare är 104.
Terrängen runt La Florida är kuperad åt sydost, men åt nordväst är den bergig. La Florida ligger nere i en dal. Runt La Florida är det mycket glesbefolkat, med 4 invånare per kvadratkilometer. Närmaste större samhälle är La Aldea, 4,9 km söder om La Florida. I omgivningarna runt La Florida växer huvudsakligen savannskog.